# Sunčev blizanac
Sunčev blizanac, analog Suncu i Sunčeve vrste su one zvijezde koje su vrlo slične Suncu. Razvrstava ih se ovom ljestvicom: Sunčev blizanac je zvijzda koja je najsličnija Suncu. Analog Suncu je sljedeći stupanj sličnosti te na kraju te ljestvice je zvijezda Sunčeve vrste. Promatranja tih zvijezda su važna radi boljem shvaćanja osobina Sunca u odnosu prema inim zvijezdama i nastanjivosti planeta.